# Моріо іржастокрилий
Мо́ріо іржастокрилий (Onychognathus fulgidus) — вид горобцеподібних птахів родини шпакових (Sturnidae). Мешкає в Західній і Центральній Африці.

## Підвиди
Виділяють три підвиди:
- O. f. fulgidus Hartlaub, 1849 — острів Сан-Томе;
- O. f. hartlaubii Hartlaub, 1858 — від Сьєрра-Леоне і Гвінеї до Уганди (зокрема на острові Біоко);
- O. f. intermedius Hartert, E, 1895 — від південного Камеруну до північно-західної Анголи.

## Поширення і екологія
Іржастокрилі моріо мешкають в Сьєрра-Леоне, Гвінеї, Ліберії, Кот-д'Івуарі, Гані, Того, Беніні, Нігерії, Камеруні, Екваторіальній Гвінеї, ЦАР, Республіці Конго, ДР Конго, Південному Судані, Уганді, Габоні, Анголі та на Сан-Томе і Принсіпі. Вони живуть у вологих рівнинних тропічних лісах, в садах і на плантаціях.

## Збереження
МСОП класифікує цей вид як такий, що не потребує особливих заходів зі збереження. За оцінками дослідників, популяція іржастокрилих моріо становить від 6700 до 10000 птахів.